# Adidas Grand Prix
Adidas Grand Prix je atletický mítink konaný každoročně od roku 2005 v New Yorku v USA (s přestávkou v letech 2016–2021). V letech 2010–2015 byl jedním z mítinků Diamantové ligy.

## Rekordy mítinku

### Muži
| Disciplína                 | Výkon              | Atlet                               | Rok rekordu |
| -------------------------- | ------------------ | ----------------------------------- | ----------- |
| Běh na 100 metrů           | 9.72 (+1.7 m/s)    | Usain Bolt                          | 2008        |
| Běh na 200 metrů           | 19.58 (+1.3 m/s)   | Tyson Gay                           | 2009        |
| Běh na 400 metrů           | 44.19              | LaShawn Merritt                     | 2014        |
| Běh na 800 metrů           | 1:41.74            | David Rudisha                       | 2012        |
| Běh na 1500 metrů          | 3:33.29            | Nicholas Kemboi                     | 2010        |
| Běh na 5000 m              | 13:02.90           | Micah Kogo                          | 2009        |
| Běh na 110 metrů překážek  | 12.92 (+1.5 m/s)   | Liou Siang                          | 2007        |
| Běh na 400 metrů překážek  | 47.86              | Kerron Clement                      | 2010        |
| Běh na 3000 metrů překážek | 8:01.85            | Paul Kipsiele Koech                 | 2008        |
| Skok o tyči                | 5.85 m             | Renaud Lavillenie                   | 2010        |
| Skok do výšky              | 2.42 m             | Bohdan Bondarenko Mutaz Essa Baršim | 2014        |
| Skok daleký                | 8,33 m (+1.6 m/s)  | Jeff Henderson                      | 2014        |
| Trojskok                   | 17.98 m (+1.2 m/s) | Teddy Tamgho                        | 2010        |
| Vrh koulí                  | 21.68 m            | Christian Cantwell                  | 2006        |
| Hod diskem                 | 68,24 m            | Robert Harting                      | 2014        |
| Hod oštěpem                | 87.02 m            | Andreas Thorkildsen                 | 2010        |

### Ženy
| Disciplína                 | Výkon              | Atletka                       | Rok rekordu |
| -------------------------- | ------------------ | ----------------------------- | ----------- |
| Běh na 100 metrů           | 10.91 (+0.9 m/s)   | Veronica Campbellová-Brownová | 2008        |
| Běh na 200 metrů           | 21.98 (+1.4 m/s)   | Veronica Campbellová-Brownová | 2010        |
| Běh na 400 metrů           | 49.86              | Francena McCororyová          | 2015        |
| Běh na 800 metrů           | 1:57.48            | Fantu Magisová                | 2012        |
| Běh na 1500 metrů          | 4:00.13            | Abeba Aregawiová              | 2014        |
| Běh na 5000 m              | 14:24.53           | Meseret Defarová              | 2006        |
| Běh na 100 metrů překážek  | 12.45 (+1.7 m/s)   | Michelle Perryová             | 2005        |
| Běh na 100 metrů překážek  | 12.45 (+1.4 m/s)   | Ginnie Powellová              | 2007        |
| Běh na 400 metrů překážek  | 54.85              | Ti'erra Brownová              | 2012        |
| Běh na 3000 metrů překážek | 9:18.58            | Sofia Assefaová               | 2014        |
| Skok do výšky              | 1.97 m             | Ruth Beitiaová                | 2015        |
| Skok do výšky              | 1.97 m             | Blanka Vlašičová              | 2015        |
| Skok o tyči                | 4.88 m             | Jennifer Suhrová              | 2007        |
| Skok daleký                | 6.92 m (-1.3 m/s)  | Christabel Netteyová          | 2015        |
| Trojskok                   | 14.71 m (-0.9 m/s) | Olga Rypakovová               | 2012        |
| Vrh koulí                  | 20.60 m            | Valerie Adamsová              | 2012        |
| Hod diskem                 | 68.48 m            | Sandra Perkovićová            | 2013        |
| Hod oštěpem                | 69.35 m            | Sunette Viljoenová            | 2012        |